# François Farvacques
 (mars 2024).
Si vous disposez d'ouvrages ou d'articles de référence ou si vous connaissez des sites web de qualité traitant du thème abordé ici, merci de compléter l'article en donnant les références utiles à sa vérifiabilité et en les liant à la section « Notes et références ».
François Farvacques, né en 1622 à Lille et mort le 30 juillet 1689 à Louvain, aussi parfois Fervacques, est un théologien français.

## Biographie
Il entre dans le couvent des Augustins de Lille en 1641. Après avoir reçu la prêtrise, il enseigne la philosophie à l’université de Douai, puis est envoyé par ses supérieurs à Louvain (1655). Il y fréquente les cours de l’université et s’adonne aux études historiques et patristiques, sous la direction de l’augustin Chrétien Lupus. Il est finalement reçu docteur en théologie à l’université de Louvain le 23 juillet 1657. Il est ensuite aussitôt nommé régent des études au couvent des augustins de Louvain, et il est chargé de donner cours aux jeunes clercs de l’abbaye Sainte-Gertrude, charge qu’il remplit jusqu’en 1680. À la mort de Chrétien Lupus (10 juillet 1681), il lui succède dans la chaire de théologie de l’université de Louvain. Sa santé décline ensuite assez rapidement, et il meurt au terme d’une longue maladie. Il est enterré dans l’église des augustins de Louvain, et sur son épitaphe on peut lire Charitatis augustinianae et veritatis vindex mitissimus. 
François Farvacques s’illustre dans de nombreuses querelles théologiques, en s’opposant en particulier aux tendances laxistes et probabilistes. Des querelles « d’homme à homme » l’opposent aux jésuites Maximilien Le Dent et Gilles Estrix, ainsi qu’à Juan Caramuel y Lobkowitz (en particulier sa Disquisitio). Il soutient également l’infaillibilité doctrinale des papes dans les questions dogmatiques et combat la Déclaration des Quatre articles.

## Œuvres imprimées
- Disquisitio theologica, an peccata mortalia dubia sint in sacramentali confessione explicanda ?, Louvain, typis Cypriani Coenestenii, 1665.
- Quaestio quodlibetica De attritione, seu, Quae fuerit mens concilii Tridentini de sufficientia attritionis servilis in sacramento poenitentiae ?, Louvain, 1666.
- Appendix ad quaestionem quodlibet. & c. in qua proponuntur testimonia, ... de attritionis servilis, id est ex solo timore gehennae provenientis in sacramento poenitentiae insufficientia. Accessit confessio catholica Academiae lovaniensis, an. 1544, Louvain, 1666.
- Xenium theologicum in quo dilectionis Dei in sacramento poenitentiae necessitas per ‘Quaestionem quodlibetam’ asserta, stabilitur et confirmatur et respondetur iis, quae opposuit P. Maximilianus Le Dent, Louvain, 1668.
- Apologia pro xenio dilectionis, in qua dilectionis Dei in sacramento paenitentiae necessitas rursum propugnatur, et respondetur iis, quae denuo opposuit R. Ad. P. Maximilianus Le Dent, Louvain, 1669.
- Oratio in funere ... Christiani Lupi ... in Alma Lovaniensi Universitate Sacrae Theologiae Doctoris, Louvain, 1681.
- Opusculum in quo de sacramentis novae legis generatim agitur, Liège, 1680.
- Opusculum de sacramento baptismi, Liège, 1683.
- Opusculum de sacramento confirmationis, Liège, 1683.